# جويل ستايت
جويل بيلير ستيت (بالإنجليزية: Jewel Belair Staite)‏ هي ممثلة كندية. ولدت في 2 يونيو 1982 في وايت روك، كندا

## فيلموغرافيا

### أفلام
| سنة  | لقب                            | دور                 | ملاحظات   |
| ---- | ------------------------------ | ------------------- | --------- |
| 1995 | المنقبون عن الذهب: سر جبل الدب | سامانثا             |           |
| 1996 | كاربول                         | ممثلة أوبرا الصابون |           |
| 2002 | غش                             | تيدي بلو            |           |
| 2005 | راحة نفسية                     | كايلي               |           |
| 2009 | بعد الغسق يأتون                | ليز                 |           |
| 2011 | الاتفاق                        | آنا                 | فيلم قصير |
| 2015 | هي التي يجب أن تحترق           | مارجريت             | [ 3 ]     |
| 2015 | 40 تحت وهبوط                   | كيت كارتر           | [ 4 ]     |
| 2015 | كيف تخطط لعربدة في بلدة صغيرة  | كاسي كرانستون       | [ 5 ]     |

## روابط خارجية
- جويل ستايت على موقع IMDb (الإنجليزية)
- جويل ستايت على موقع ألو سيني (الفرنسية)
- جويل ستايت على موقع أول موفي (الإنجليزية)
- جويل ستايت على موقع قاعدة بيانات الأفلام السويدية (السويدية)
- جويل ستايت على موقع إن إن دي بي (الإنجليزية)
- جويل ستايت على موقع قاعدة بيانات الفيلم (الإنجليزية)
- جويل ستايت على موقع كينوبويسك (الروسية)